# Жак Одіар
Жак Одіа́р (також Жак Одьяр, фр. Jacques Audiard; нар. 30 квітня 1952, Париж, Франція) — французький кінорежисер і сценарист. 13-разовий лауреат премії «Сезар» (абсолютний рекорд в історії премії), п'ятиразовий номінант на премію «Оскар» за роботу над фільмами «Пророк» (2009) та «Емілія Перес» (2024). Лауреат «Оскара» за співавторство пісні El Mal до «Емілії Перес».

## Життєпис
Жак Одіар народився 30 квітня 1952 року в Парижі, у сім'ї відомого французького сценариста Мішеля Одіара. Під час навчання на філологічному факультеті Жак підробляв монтажером і допомагав батькові писати сценарії. Він серйозно збирався стати викладачем літератури, але просте захоплення кінематографом стало його професією.
У 1994 році Одіар поставив свій перший фільм «Дивися, як падають люди». Цей похмурий дебютний фільм приніс режисерові-початківцю «Сезара» і премію імені Жоржа Садуля. Через два роки, у 1996 році, вийшов другий фільм режисера — «Нікому невідоми герой». Стрічка, знята за однойменним романом Жан-Франсуа Деньо мала менший успіх у глядачів, але не залишилася зовсім непоміченою.
Третій фільм Одіара — «Читай по губах» завоював 9 премій «Сезар» серед яких і «Найкращий фільм».
У 2005 Жак Одіар знімає свій четвертий фільм — римейк американського фільму «Пальці», під назвою «І моє серце завмерло». На думку критиків, це той рідкісний випадок, коли римейк не поступається оригіналові. Цього разу фільм Одіара отримав вісім «Сезарів», зокрема як «Найкращий фільм року». Композиторові фільму Александру Деспла також присуджена Премія французьких кінокритиків «Золота зірка», а фільму Премія Національного синдикату французьких критиків за найкращий фільм і Премія Британської кіноакадемії за найкращий фільм іноземною мовою.
У 2009 році Жак Одіар поставив фільм «Пророк», який на Каннському кінофестивалі отримав Гран-прі, десять премій «Сезар» та був номінований на «Золотий глобус» та «Оскара» у категорії Найкращий фільм іноземною мовою.
У 2015 році кримінальна драма Жака Одіара «Діпан» виборола Золоту пальмову гілку 68-го Каннського кінофестивалю.
У 2018 році перший фільм Одіара англійською мовою «Брати Сістерс» був представлений у головній конкурсній програмі 75-го Венеційського міжнародного кінофестивалю та здобув Срібного лева за найкращу режисерську роботу.
У 2024 році іспаномовний кримінальний мюзикл Одіара «Емілія Перес» увійшов до основної конкурсної програми 77-го Каннського кінофестивалю, де був нагороджений трьома призами, зокрема призом журі. За роботу над фільмом Одіар був номінований на премію «Оскар» як режисер, продюсер і сценарист, а також вперше виграв премію, як співавтор пісні El Mal.

## Громадська позиція
У 2018 підтримав звернення Асоціації режисерів Франції на підтримку ув'язненого в Росії українського режисера Олега Сенцова

## Фільмографія
Режисер
| Рік  | Назва                   | Оригінал                        | Примітки                         |
| ---- | ----------------------- | ------------------------------- | -------------------------------- |
| 1994 | Дивися, як падають люди | Regarde les hommes tomber       | режисер, сценарист               |
| 1996 | Нікому невідомий герой  | Un héros très discret           | режисер, сценарист               |
| 2001 | Читай по губах          | Sur mes lèvres                  | режисер, сценарист               |
| 2005 | І моє серце завмерло    | De battre mon cœur s'est arrêté | режисер, сценарист               |
| 2009 | Пророк                  | Un prophète                     | режисер, сценарист               |
| 2012 | Іржа та кістка          | De rouille et d'os              | режисер, сценарист               |
| 2015 | Діпан                   | Deepan                          | режисер, сценарист               |
| 2018 | Брати Сістерс           | The Sisters Brothers            | режисер, співсценарист           |
| 2021 | Париж, 13-й округ       | Paris, 13th District            | режисер, співсценарист, продюсер |
| 2024 | Емілія Перес            | Emilia Pérez                    | режисер, сценарист               |

Лише сценарист

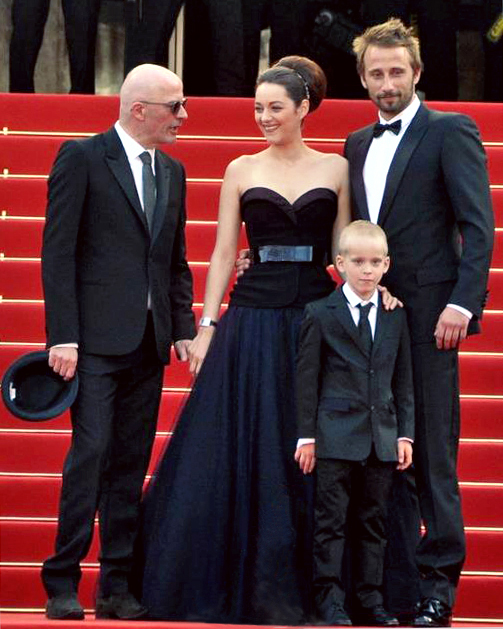
Жак Одіар на Каннському МКФ. 2012

- 1974: Цілую, до понеділка / Bons baisers… à lundi
- 1981: Професіонал / Le Professionnel
- 1983: Смертельна поїздка / Mortelle randonnée
- 1984: Невловимий Боб / Réveillon chez Bob
- 1985: Розгардіяш / Sac de noeuds
- 1988: Радіочастота вбивства / Fréquence meurtre
- 1989: Мертва хватка / Baxter
- 1989: Австралія / Australia
- 1992: Сповідь божевільного / Confessions d'un Barjo
- 1994: Підступність слави / Grosse fatigue
- 1999: Салон краси «Венера» / Vénus beauté (institut)

## Нагороди
| Рік  | Нагорода                            | Категорія                                    | Фільм                    | Результат |
| ---- | ----------------------------------- | -------------------------------------------- | ------------------------ | --------- |
| 1997 | Премія «Сезар»                      | Найкращий режисер                            | Нікому невідомий герой   | Номінація |
| 2002 | Премія «Сезар»                      | Найкращий режисер                            | Читай по губах           | Номінація |
| 2006 | Премія «Сезар»                      | Найкращий режисер                            | І моє серце завмерло     | Перемога  |
| 2005 | Європейський кіноприз               | Найкращий режисер                            | І моє серце завмерло     | Номінація |
| 2009 | Європейський кіноприз               | Найкращий режисер                            | Пророк                   | Номінація |
| 2010 | Премія «Сезар»                      | Найкращий режисер                            | Пророк                   | Перемога  |
| 2010 | Премія «Люм'єр»                     | Найкращий режисер                            | Пророк                   | Перемога  |
| 2011 | Премія CinEuphoria                  | Найкращий режисер                            | Пророк                   | Перемога  |
| 2013 | Премія «Сезар»                      | Найкращий режисер                            | Іржа та кістка           | Номінація |
| 2013 | Премія «Люм'єр»                     | Найкращий режисер                            | Іржа та кістка та Пророк | Перемога  |
| 2013 | Премія Chlotrudis                   | Найкращий режисер                            | Іржа та кістка           | Номінація |
| 2013 | Премія CinEuphoria                  | Найкращий режисер                            | Іржа та кістка           | Номінація |
| 2015 | Каннський кінофестиваль             | Золота пальмова гілка                        | Діпан                    | Перемога  |
| 2016 | Премія «Люм'єр»                     | Найкращий фільм                              | Діпан                    | Номінація |
| 2016 | Премія «Люм'єр»                     | Найкращий режисер                            | Діпан                    | Номінація |
| 2016 | Премія «Сезар»                      | Найкращий фільм                              | Діпан                    | Номінація |
| 2016 | Премія «Сезар»                      | Найкращий режисер                            | Діпан                    | Номінація |
| 2018 | Венеційський кінофестиваль          | «Срібний лев» за найкращу режисерську роботу | Брати Сістерс            | Перемога  |
| 2018 | Міжнародний кінофестиваль у Торонто | Приз «Народний вибір»                        | Брати Сістерс            | Номінація |
| 2019 | Премія «Люм'єр»                     | Найкращий фільм                              | Брати Сістерс            | Перемога  |
| 2019 | Премія «Люм'єр»                     | Найкращий режисер                            | Брати Сістерс            | Перемога  |
| 2019 | Премія «Сезар»                      | Найкращий фільм                              | Брати Сістерс            | Номінація |
| 2019 | Премія «Сезар»                      | Найкращий режисер                            | Брати Сістерс            | Перемога  |
| 2019 | Премія «Сезар»                      | Найкращий адаптований сценарій               | Брати Сістерс            | Номінація |
| 2024 | Європейський кіноприз               | «Найкращий фільм»                            | Емілія Перес             | Перемога  |
| 2024 | Європейський кіноприз               | «Найкращий режисер»                          | Емілія Перес             | Перемога  |
| 2024 | Європейський кіноприз               | «Найкращий сценарист»                        | Емілія Перес             | Перемога  |
| 2024 | Премія «Золотий глобус»             | «Найкращий режисер»                          | Емілія Перес             | Номінація |
| 2024 | Премія «Золотий глобус»             | «Найкращий сценарій»                         | Емілія Перес             | Номінація |
| 2024 | Премія «Золотий глобус»             | «Найкраща пісня» (El Mal)                    | Емілія Перес             | Перемога  |
| 2024 | Премія «Сезар»                      | Найкращий фільм                              | Емілія Перес             | Перемога  |
| 2024 | Премія «Сезар»                      | Найкращий режисер                            | Емілія Перес             | Перемога  |
| 2024 | Премія «Сезар»                      | Найкращий адаптований сценарій               | Емілія Перес             | Перемога  |
| 2024 | Премія «Оскар»                      | Найкращий фільм                              | Емілія Перес             | Номінація |
| 2024 | Премія «Оскар»                      | Найкращий режисер                            | Емілія Перес             | Номінація |
| 2024 | Премія «Оскар»                      | Найкращий адаптований сценарій               | Емілія Перес             | Номінація |
| 2024 | Премія «Оскар»                      | Найкраща пісня (El Mal)                      | Емілія Перес             | Перемога  |